# پان (فیلم ۱۹۲۲)
پان (به انگلیسی: Pan) فیلمی از سینمای نروژ و در سبک درام است که در سال ۱۹۲۲ منتشر شد.